# Никольско-Рождественская церковь
Храм святителя Николы Чудотворца и Рождества Пресвятой Богородицы (Никольско-Рождественская церковь) — старообрядческий православный храм в городе Новозыбкове Брянской области. Относится к Санкт-Петербургской и Тверской епархии Русской православной старообрядческой церкви.

## История
Церковь построена в 1774—1782 годах злынковским старообрядческим купцом Осиповым для беглоповской общины города. В 1818 году храм был полностью перестроен в стиле классицизма. В 1846 году приход перешёл в единоверие, настоятелем храма был назначен священник Александр Арсеньев из Москвы. С 1896 года действовала церковно-приходская школа. После революции храм стал принадлежать старообрядцам белокриницкого согласия.
На некоторое время храм был закрыт и использовался как склад люпина, но в 1941 году церковь снова открыли. После войны для храма был рукоположен священник Феодор Щербаков. В 1959 году сгорело пятиглавое завершение храма и в конце 1960-х заменено на новое упрощённое (восстановлено в прежних формах в 2000-х). После смерти о. Феодора его сменил священник Виктор Зюзин. С 2002 года настоятелем храма является иерей Сергий Бедный.

## Архитектура
Церковь рублена из брёвен и обшито тёсом. Цоколь кирпичный. Храм построен в стиле позднего классицизма и следует канонам каменной архитектуры. С северо-восточной стороны находится каменная часовня, построенная в конце XIX века в русском стиле.